# 疣囊薹草
疣囊薹草（学名：Carex pallida）为莎草科薹草属的植物。其种加词“pallida ”意为“淡色的”。分布于俄罗斯以及中国大陆的辽宁、黑龙江、吉林、内蒙古等地，生长于海拔150米至700米的地区，常生于山坡林下或草甸，目前尚未由人工引种栽培。
现接受名为疣囊薹草（Carex pallescens L.）。

## 变种
狭叶疣囊薹草（学名：Carex pallida var. angustifolia）为莎草科薹草属疣囊薹草的变种。分布在中国大陆的内蒙古等地，见于林下或林缘草地。